# Premi Amadeu Oller
El Premi de poesia per a inèdits Amadeu Oller és un premi literari convocat i atorgat per la parròquia de Sant Medir, del barri de la Bordeta, de Barcelona. El guardó actualment està destinat a poetes en llengua catalana, d'edat no superior als 30 anys i que no hagin editat cap obra d'una manera impresa o, en els darrers anys, digital: blog, pàgina web, portal, etc. El premi porta el nom de mossèn Amadeu Oller, qui fou primer rector de la parròquia de Sant Medir, si bé fou instituït, l'any 1964 pel seu successor, mossèn Josep Maria Vidal i Aunós, conjuntament amb Josep Bigordà i Joan Colomines.
Entre els seus guardonats es poden trobar poetes que, posteriorment, han tingut una trajectòria i reconeixement molt significatius. El lliurament dels premis s'acostuma a dur a terme els mesos de maig o juny de cada any, en un acte a la sala d'actes del Centre Parroquial. El premi consisteix en l'edició del llibre guardonat.
El jurat està integrat per David Castillo, president, Joan Maluquer i Ferrer, Antoni Pladevall i Arumí, Mireia Calafell, David Caño, i Maria Isabel Pijoan i Picas, secretària.

## Història
La primera convocatòria tingué lloc el novembre de 1964 i s'ha mantingut de forma ininterrompuda fins al present. Inicialment el jurat va estar integrat, sota la presidència d'honor de Ferran Soldevila, per Pere Quart, Joan Triadú, Ramon Fuster, Alfons Romeu, Joan Colomines i Martí Saurí, que va actuar de secretari.
El 1969 la presidència efectiva passà a Joan Oliver, en substitució de Ferran Soldevila, que fou nomenat President d'Honor. Han format part del jurat moltíssimes personalitats: Ramon Pinyol i Balasch, Enric Sullà, Àlvar Valls, Ramon Fuster, Carme Riera, Josep Albanell, Guillem-Jordi Graells, Mireia Mur, Ricard Ripoll, Marta Pessarrodona, Joan-Pere Viladecans, Isidre Molas, Aleix Clos, Carles Miralles, Isidor Cònsul, Pius Morera, Lluïsa Julià i Maria Mercè Marçal, que ho fou des del 1986 fins a la seva mort.

## Els premiats
- 2025 — Tota aquesta calma, Jordi Bossoms
- 2024 — Ecografia, Greta Sibling
- 2023 — Un cos que bull, Hug Casals Rotllant
- 2022 — Sarcop, Eduard Olesti
- 2021 — Intent de poemari, Irene Gómez Diéguez
- 2020 — Bijuteria, de Juana Dolores Romero
- 2019 — Els poemes d'en Leandre Caufield, de Pere de Palol i Fariza
- 2018 — Pla de fuga per castells de ferro, Gerard Vila i Nebot
- 2017 — A la vora, Helga Simon i Molas
- 2016 — L'inhabitable, Laura Torres i Bauzà
- 2015 — Finlàndia, Laia Carbonell
- 2014 — Els vapors que maten, Carles Morell[3]
- 2013 — Oda als objectes, Glòria Coll
- 2012 — Bèstia, Irene Solà
- 2011 — Dones que somiaven altres dones, Estel Solé i Casadellà
- 2010 — Gramàtica de l'equilibri, Sònia Moya
- 2009 — Passejant a l'ampit d'una parpella maula, Marc Rovira Urien
- 2008 — La mare que et renyava era un robot, Anna Ballbona i Puig
- 2007 — Barcelona, David Caño i Cargol
- 2006 — Poètiques del cos, Mireia Calafell i Obiol
- 2005 — I si ens enfonsem?, Irene Tarrés i Canimas
- 2004 — Jonàs, Maria Cabrera i Callís
- 2003 — Bambolines, Àngels Gregori i Parra
- 2002 — L'oscultor, Laia Noguera i Clofent Ex aequo Sota la llum de neó, Rubèn Zaragoza i Roig
- 2001 — Un dia a l'infern dels que són, Andreu Gomila i Llobera
- 2000 — L'acròbata tampoc no en sortirà il·lès, Núria Martínez-Vernis
- 1999 — Última ronda, Ricart Mirabete i Yscla
- 1998 — Vermell, Santiago Rufas i Gregori
- 1997 — A l'ombra dels violins, Esteve Plantada i Hermoso
- 1996 — Punt de fuga, Eva Rumí i Guimó
- 1995 — Sense escac ni mat, Anna Martínez i Deu
- 1994 — Accèssit Sis poetes 1994: La sang dels dies, Vicent Nàcher; El llibre de les mosques, Miquel Àngel Arrufat; Vers un pont d'esperança, Guillem Bosch; Dietari d'un hedonista, Joan Puntí; Entre l'assaig i l'esperança, Helena Porteros i Liroz; & L'últim reducte, Víctor Verdú
- 1993 — Costa de Mangles, Jordi Cucurull i Bernal
- 1992 — Accèssit Quatre Poetes 1992: De minotauro, Carles Bellsolà; La mort, Albert Calls i Xart; Albors i verins, Daniel Casas i Llimós; & D'un record a l'altre, Manuel Forcano
- 1991 — Pou de tardor, Amadeu Vidal i Bonafont
- 1990 — La fal·laç simetria, Marc Lluch i Arenas
- 1989 — Atmosferes, Júlia Ferrer i Garcia
- 1988 — Autopista púrpura, Josep-Francesc Delgado i Mercader Ex aequo Genoll de fum, Marc Romera
- 1988 — Accèssit Ex aequo Ciutats i Mar, Emili Rosales i Castellà & Atzucacs contra Atzucacs, Marc Lluch i Arenas i Emili Trapero.
- 1987 — Veïnatge d'hores, Lluís Calvo i Guardiola
- 1986 — Paisatge amb hivern, Anna Dodas i Noguer
- 1986 — Accèssit Si nego el bosc, Pau-Joan Hernàndez i de Fuenmayor
- 1985 — La meva Europa, Sílvia Aymerich i Lemos
- 1984 — La ciutat blanca, Carles Torner i Pifarré
- 1983 — Accèssit Sis poetes 1983: Converses d'Ergeb, Vicent Berenguer i Micó; Retalls de foc, Hermínia Mas; Les noies de l'hoste, Antoni Pladevall i Arumí; Mar maduixa, Sara Pujol i Russell; El mes del capsigrany, Jordi Ribas; Fum del record, efígie dels actes, Francesc-Xavier Rivero i Torruella
- 1982 — Memoràndum, Ignasi Ribes i Casanoves
- 1981 — Bateguen els desigs, Manuel Joan i Arinyó
- 1980 — Tres poetes 1980: (Interiors) des d'un interior holandès, Víctor Sunyol i Costa, Natures, Miquel Tuneu i Vila, & Eclipsi de lluna ponent, Agustí Illa i Canet
- 1979 — Notes de nit, Manuel Castaños i Viella
- 1978 (Desert)
- 1977 — Accèssit Tres poetes: En un racó, Pere Picó i Moreno; Convit de l'aire, Joan de la Rúbia & Sobre la terra i la carn, Joan Francesc Thomàs i Mulet
- 1976 — Aor, Teresa d'Arenys, pseudònim de Teresa Bertran i Rossell
- 1975 — Llocs comuns, Albert Rossich i Estragó
- 1974 — Cops de cap a la lluna, Francesc Codina i Valls
- 1973 — La veu del ciclista, Joaquim Sala-Sanahuja
- 1972 — Remor de rems, Ramon Pinyol i Balasch
- 1971 — Ira és trista passió, Miquel Desclot, pseudònim de Miquel Creus i Muñoz
- 1970 — (Desert)
- 1969 — El carro de la brossa, Àlvar Valls i Oliva
- 1969 — Accèssit Dos poetes: Poemes de Kanporuc, Ramon Carreté i Parera & De paraules, de fets i de coses, Enric Cairol i Ramon
- 1968 — Urgències, Alfred Badia i Gabarró
- 1968 — Accèssit Quatre poetes: De l'home, Francesc Carbonell i Paris; Mal temps, Ferran Fullà i Sala; Cròniques, Carles-Jordi Guardiola i Noguera & El sorral, Maria del Carmen Oller i Giralt
- 1967 — (Desert)
- 1966 — D'aquesta terra, Isidre Molas i Batllori
- 1966 — Accèssit Una escala d'aqueixes de manobre, Francesc Sifre i Pérez
- 1966 — Accèssit Dos inèdits: Jordi Bordas i Coca & Miquel S. Echevarria
- 1965 — Accèssit Un mocador d'herbes per a jòquers, Pius Morera i Prat
- 1965 — Accèssit La terra humida, Carles Miralles i Solà